# إفريز بارثينون
إفريز الباراثينون، تمثال بارز مصنوع من الرخام البنتلي، بُنيَ ليُزيّن الجزء العلوي من الغرفة الداخلية لمعبد البارثيون الإغريقي في مدينة أثينا. نُحت تمثال إفريز الباراثيون في الفترة بين عامي 443 و437 قبل الميلاد، على الأرجح تحت إشراف النحات والمهندس المعماري اليوناني، فيدياس. من أصل 160 مترًا (524 قدم) من الإفريز الأصلي، نجا 128 مترًا (420 قدم)، وهو ما يقارب نسبته 80%، أما ما تبقى منه فهو معروف فقط من خلال الرسوم المنسوبة إلى الفنان الفرنسي، جاك كاري، عام 1674، قبل ثلاثة عشر عامًا من قصف البندقية الذي دمر المعبد. يشكل إفريز بارثيون، جنبًا إلى جنب مع حقل منحوتة البارثينون وقوصرة البارثينون الجزء الأكبر من المنحوتات الباقية من المبنى.
يتواجد الجزء الأكبر من الإفريز اليوم في المتحف البريطاني في لندن (مشكلًا الجزء الأكبر من رخاميات إلغن)، أما النسبة الأكبر من الأجزاء المتبقية فهي موجودة في متحف أكروبوليس الجديد في مدينة أثينا في اليونان، ويتوزع ما تبقى من الإفريز في ست مؤسسات أخرى. يمكن العثور على قوالب الإفريز في أرشيف بيزلي في متحف أشموليان في مدينة أكسفورد البريطانية، وفي متحف سبورلوك في مدينة أوربانا بولاية إلينوي الأمريكية وفي متحف سكالبتشرهيل في مدينة بازل السويسرية وفي أماكن أخرى أيضًا. سبق لليونان أن طالبت بريطانيا بجزء من الإفريز الموجود في لندن، ولا تزال المفاوضات مستمرة بين السلطات المختصة البريطانية واليونانية حول مستقبله. في 24 مارس 2023، أُعيد جزء من شذرة بارزة من منحوتة شاب يافع من «الكتلة 5» من الإفريز من متاحف الفاتيكان إلى متحف أكروبوليس في اليونان.

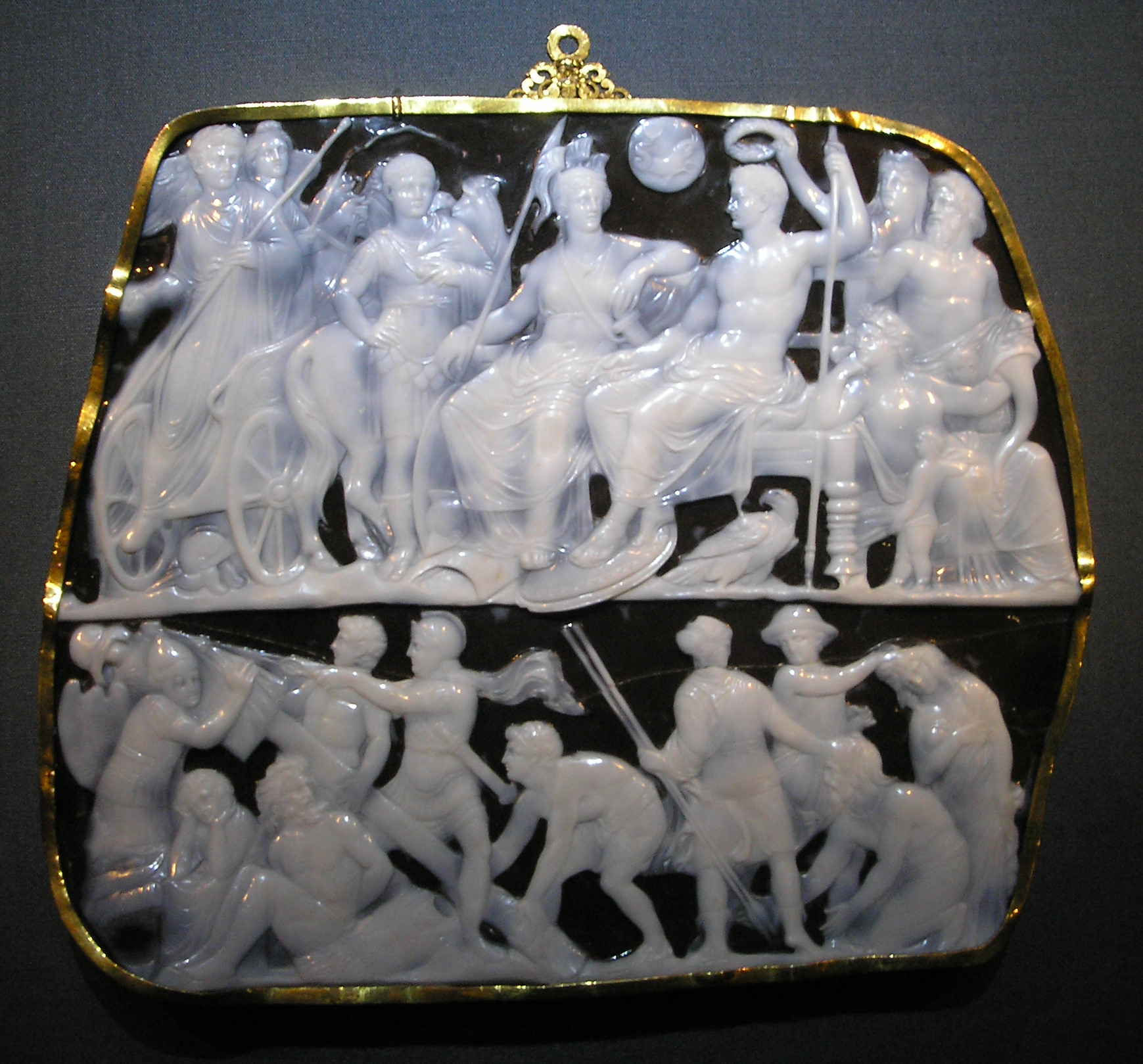
جوهرة أغسطس، متحف تاريخ الفن في فيينا، النمسا

## الأثر
يظهر تأثير إفريز بارثينون على أقدم الأعمال الفنية الباقية في الرسوم على الأواني وفي النصب الجنائزية، إذ يمكننا ملاحظة تأثير الإفريز على الفن ليس فقط من حيث الموضوعات والرموز وإنما حتى من حيث الأسلوب. بدأ التقليد المباشر والاقتباس الحقيقي للإفريز حوالي عام 430 قبل الميلاد، وتعد إحدى أواني الزفاف التي تحمل رسمًا لشاب «يوقف» حصانًا بالطريقة التي تظهر فيها المنحوتة W25 من الإفريز أحد أهم أمثلة هذا التقليد. في حين تعود اللوحات المشابهة لتكتل إفريز بارثينون والمرسومة على الأواني والزهريات إلى عام 430 قبل الميلاد، فإن الزهريات المشابهة للقوصرة يمكن أن تعود إلى نهاية القرن نفسه، ما يعطي مزيدًا من الأدلة على أولوية برامج النحت. وجد الرسامون الضليعون أيضًا إلهامًا في المنحوتات، وبالتحديد الرسام بوليغنوتوس الأول وجماعته، خصوصًا الرسام بيليوس والرسام كليوفون والرسام أخيل في أعماله الأخيرة. تمكن الرسامون اللامعون اللاحقون من فهم أسلوب يوسيبيا، أو الحالة الدينية المرتبطة بالموكب الموجود في الإفريز وتبنيه، كما هو الحال في رسومات الناجود الحلزوني للرسام كليوفون الذي كان بمثابة قربان للآلهة أبولو، والذي يتسم بنفس حالة الوقار التي تتسم بها منحوتات الحضارة الكلاسيكية القديمة الراقية.
يمكن تتبع تأثير الإفريز في المنحوتات الإغريقية البارزة إلى أواخر القرن الخامس، ويمكن ملاحظة تأثر الأشغال العامة لإفريز هيفايستيون ودرابزين معبد أثينا نيكه بإفريز باراثيون، خصوصًا في صور الآلهة الجالسة وتمثال حازم رباط حذائه (sandal-binder). يمكن أيضًا ملاحظة تأثر الأعمال الخاصة بشواهد مقابر تلك الحقبة الزمنية بتماثيل إفريز بارثينون، فعلى سبيل المثال، تتشابه شاهدة القط (Cat stele) في أجانيطس بشكل واضح مع التماثيل N135-6 من الإفريز، كما يشابه تمثال «Hermes of the four-figure relief» تماثيل إفريز بارثيون. فيما بعد، نظر الفن الكلاسيكي في العصر الهلنستي والروماني إلى الإفريز كمصدر إلهام، كما هو واضح في تابوب ليسيان في صيدا وتماثيل حضارة فينيقيا ومذبح آرا باسيس أغسطس في روما وجوهرة أغسطس الرومانية والعديد من القطع الأثرية من عصر الإمبراطور الروماني، هادريان.